# Одингтон, Вальтер
Вальтер Одингто́н, правильней О́дингтон (англ. Walter Odington, лат. Walterus de Otyngton monachus Eveshamiae; годы расцвета 1298—1316) — английский теоретик музыки, астроном, математик и алхимик.

## Научная деятельность
Трактат «Сумма теории музыки» (лат. Summa de speculatione musicae, между 1298 и 1316 гг.) — самый обстоятельный и систематически организованный английский трактат о музыке периода Ars antiqua. Одингтон традиционно опирается на позднеантичных и раннесредневековых теоретиков (Боэций, Кассиодор, Исидор), но также показывает себя как знаток музыкальной теории высокого средневековья, в том числе трактатов Аврелиана из Реоме, Гвидо Аретинского, Иоанна де Гарландии и Франко Кёльнского. Он также цитирует философские труды Аделарда Батского и (в латинском переводе) Авиценны. 
Трактат о музыке состоит из шести частей. Первая и вторая части посвящены математическим основам гармонии — определению музыкальных интервалов и микроинтервалов (в том числе коммы) в духе «Арифметики» и «Музыки» Боэция. Интерес представляет обсуждение (во второй части) большой и малой терций, в терминологии Одингтона — дитона и полудитона. Исследователь обращает внимание на близость их чисел простым отношениям 5:4 и 6:5, вследствие чего, как он заверяет, оба интервала зачастую считают консонансами (symphoniae) и интонируют акустически чисто. 
Третья, органологическая, часть трактата посвящена конструированию, настройке и практическому испытанию монохорда, органа и колоколов. В четвёртой части обсуждаются проблемы модальной ритмики и нотации. Соотношение долгой и краткой длительностей в различных ритмических модусах Одингтон сравнивает с античными стопами — трохеем, ямбом, анапестом и т.д. 
Пятая часть посвящена григорианской монодии, в особенности церковным тонам. В конце её Одингтон приводит тонарий, восходящий к местной Сарумской традиции церковного пения. Шестая, заключительная, часть отведена технике многоголосной композиции (в терминологии Одингтона «дисканта») — особенно ритмике, гармонии, контрапункту. Одингтон описывает длительности в диапазоне от двойной лонги до «минуты» (minuta — третья часть семибревиса), плику, ритмическую альтерацию, лигатуры, паузы, обсуждает проблему нотации «немензурных» ритмических групп (вводит особую графему parvulus circulus) и другие специфические темы мензуральной ритмики. Одингтон приводит примеры популярных в Ars antiqua жанров (континентальной) многоголосной музыки — органума, мотета, кондукта, а также обсуждает технику гокета и копулы. Особое внимание он уделяет трёхголосному ронделю, специфическому для английской полифонии XIII века.
Среди других трудов Одингтона алхимический трактат «Ycocedron», астрономический «Declaratio motus octavae spherae», грамматический «Ars metrica Walteri de Evesham», геометрический «Liber quintus geometriae per numeros loco quantitatum» и др.

## Рецепция
Влияние Одингтона отмечается в английской теории музыки XIV — XV веков, в том числе в «Правилах» Роберта де Хандло, «Бревиарии» Вильгельма (Willelmus) и в «Четырех началах» Псевдо-Тунстеда (он же, возможно, John of Tewkesbury). 

## Сочинения и издания
- Fratris Walteri Odingtoni De speculatione musice, ed. E. de Coussmaker // Scriptorum de musica medii aevi nova series, vol. I. Parisiis, 1848, pp.182-250.
- Walteri Odingtoni Summa de speculatione musice, ed. F.F. Hammond // Corpus scriptorum de musica 14 (1970, критическое издание)
- Walter Odington, De speculatione musicae, part VI, translated by Jay A. Huff // Musicological Studies and Documents 31. Rome, 1973.